# Михаленко Петро Миколайович
Петро Миколайович Михаленко (1856 — ?) — селянський депутат I Державної думи від Подільської губернії.

## Біографія

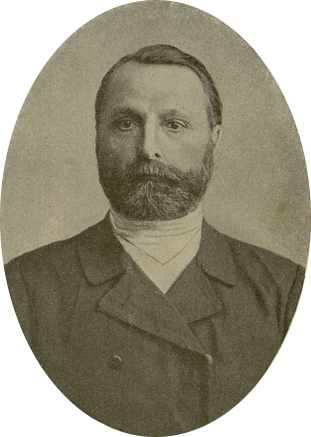
Петро Миколайович Михаленко

Українець, православний, селянин села Руда Кам'янецького повіту Подільської губернії.
Був неписьменним. Займався землеробством.
У 1906 був обраний в I Державну думу від загального складу виборщиків Подільського губернських виборчих зборів. Входив до Трудової групи .

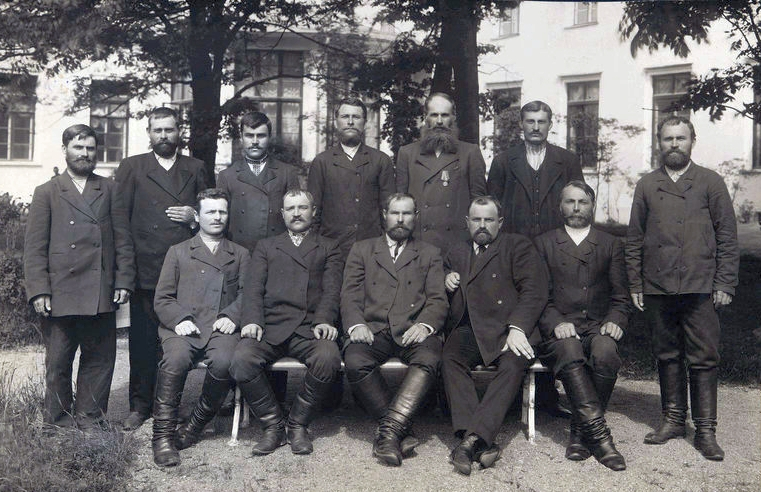
Депутати Державної думи I скликання від Подільської губернії. Стоять: Шепітка Д.І., Кучеренко І.З., Бей В.І., Гнатенко І. Г., Яременко П. Н., Косаренчук І. І., Рибачок О.Ф .; сидять: Романюк А. І., Кучер М. А., Штефанюк Л. Є., Заболотний І. К., Михаленко П. Н.

Подальша доля невідома.